# You Are My Man
《You Are My Man》是香港藝人田蕊妮的首張錄音室專輯，由太阳娱乐文化於2014年4月3日發行。

## 簡介
此專輯是田蕊妮首張专辑，由鮑比達连同赵增熹制作。全碟发烧音效监控由劉賢德主理，美国The Mastering Lab制版，首批Sony压碟。
田蕊妮曾指此專輯命名寓意是感謝丈夫杜汶澤，而專輯封套照片亦是杜汶澤親自負責拍攝。此專輯發行時，正值杜汶澤因支持台灣的太陽花學運與大陸網民發生罵戰事件，有報導指身為其妻的田蕊妮，演藝事業亦因此受到影響。
而此專輯的第一主打歌《不傷人》更成為田蕊妮繼《沒那麼簡單》之後又一翻唱代表作，田蕊妮在2014年的多次公開活動中都有演唱此歌。

## 曲目
| 曲序 | 曲目             |                | 作曲                   | 编曲   | 原唱   |
| ---- | ---------------- | -------------- | ---------------------- | ------ | ------ |
| 1.   | 不傷人           | 葛大為         | 黃韻玲                 | 鮑比達 | 蕭煌奇 |
| 2.   | 愛一個人好難     | 季忠平         | 季忠平                 | 鮑比達 | 蘇永康 |
| 3.   | 天天想你         | 張雨生         | 張雨生                 | 鮑比達 | 張雨生 |
| 4.   | 熟悉             | 徐玫怡、厲曼婷 | 庾澄慶、洪敬堯         | 鮑比達 | 庾澄慶 |
| 5.   | 不再讓你孤單     | 陳昇           | 陳昇                   | 鮑比達 | 陳昇   |
| 6.   | 你是我心愛的姑娘 | 汪峰           | 汪峰                   | 張人傑 | 汪峰   |
| 7.   | 我不會喜歡你     | 徐譽庭         | 陳柏霖、王宏恩         | 符元偉 | 陳柏霖 |
| 8.   | 你不知道的事     | 王力宏、瑞業   | 王力宏                 | 符元偉 | 王力宏 |
| 9.   | 早班火車         | 林振強         | 黃家駒、黃家強、黃貫中 | 張人傑 | Beyond |
| 10.  | 遊樂場           | 林夕           | 謝霆鋒                 | 趙增熹 | 謝霆鋒 |

## 奖项
- 2014年度新城國語力頒獎禮
  - 新城國語力歌曲：《不傷人》
  - 新城國語力亞洲人氣偶像：田蕊妮

- IFPI香港唱片銷量大獎頒獎禮2014
  - 最暢銷本地女新人：田蕊妮